# Chloridolum semipunctatum
Chloridolum semipunctatum là một loài bọ cánh cứng trong họ Cerambycidae.